# Everyday is a New World
 (février 2012).
Si vous disposez d'ouvrages ou d'articles de référence ou si vous connaissez des sites web de qualité traitant du thème abordé ici, merci de compléter l'article en donnant les références utiles à sa vérifiabilité et en les liant à la section « Notes et références ».
Albums de Inna Modja
Love revolution
Everyday is a New World est le tout premier album studio de la chanteuse Inna Modja. Il est sorti en octobre 2009 et est entré en 56e position des meilleures ventes françaises pour rester classé 18 semaines au total. Mister H est le premier single de la chanteuse porté par un clip esthétique.

## Liste des pistes
1. 	Let's Go To Bamako	  	3:25
2. 	It's Alright	  	3:25
3. 	Leave Me Alone	  	3:29
4. 	Happy Love Song	  	3:02
5. 	Drama Queen (feat. Stefan Filey)	  	2:57
6. 	Mister H	  	2:48
7. 	I Have No Need	  	3:11
8. 	Trouble Maker	  	2:36
9. 	You And Me	  	3:06
10. 	Big Will	  	3:07
11. 	Please Dad	  	3:46